# American Jewish University
Die American Jewish University (AJU), vormals University of Judaism und Brandeis-Bardin Institute, ist eine jüdische Universität in Los Angeles.
Die größte Untereinheit der Universität ist das Whizin Center for Continuing Education, wo jährlich 12.000 Studenten eingeschrieben sind.
Die akademische Abteilung der AJU umfasst das College of Arts and Sciences, das einen Bachelorstudiengänge in Biologie & Bioethik (Pre-Med), Betriebswirtschaft & Innovation, Medienkunst, Jüdische Studien, Politik & Global Studies und Psychologie ermöglicht. Darüber hinaus bietet die AJU Graduiertenabschlüsse über die Fingerhut School of Education, die David L. Lieber Graduate School und die Ziegler School of Rabbinic Studies an. Die AJU ist Host des Miller Introduction to Judaism Program sowie drei Think Tanks: das Institute on American Jewish-Israel Relations und das Sigi Ziering Institute for Exploring die ethischen und religiösen Implikationen des Holocaust und das Zentrum für politische Optionen. Auf ihrem Campus Brandeis-Bardin betreut die Universität das Camp Alonim, das Gan Alonim Day Camp und das BCI-Programm.

## Geschichte
Die University of Judaism wurde 1947 gegründet. Gründervater war Mordechai M. Kaplan. Ein weiterer Mitbegründer war Rabbi Jacob Pressman. Ursprünglich ein Projekt des Jewish Theological Seminary in New York City und des Bureau of Jewish Education of Greater Los Angeles, wurde die UJ in den 1970er Jahren zu einer unabhängigen Institution. Mit dem Amtsantritt von Robert Wexler (1992–2018) wurde die Universität offiziell überkonfessionell. Präsident seit 2018 ist Jeffrey Herbst.
Im März 2007 wurde bekannt, dass die University of Judaism und das Brandeis-Bardin Institute zur American Jewish University fusionieren würden.

## Campus und Einrichtungen
Auf dem Campus der American Jewish University in Bel Air befindet sich die Ostrow Library, die über 120.000 Bücher mit einer der größten Judaica-Sammlungen der Westküste. Der Campus umfasst auch das Gindi-Auditorium, einen Saal mit 475 Sitzplätzen. Der Campus umfasst auch Schlafsäle, Fitnesseinrichtungen wie eine Basketballplatz.
Der Brandeis-Bardin-Campus der AJU befindet sich in Simi Valley und beherbergt das Camp Alonim und das BCI-Programm sowie das Jene Fellowship.

### Kunstgalerien
Die Marjorie and Herman Platt Gallery und die Borstein Art Gallery beherbergen viele große Ausstellungen, sowohl jüdischer als auch nichtjüdischer Kunst. Zu den früheren Künstlern der Platt Gallery gehörten David Hockney, Jim Dine und Frank Stella sowie Werke des Spenders der Galerie, Herman Platt. Der Smalley Sculpture Garden auf dem Campusgelände verfügt über eine Sammlung, die Werke bekannter zeitgenössischer Bildhauer umfasst. Die 1981 eingeweihten Skulpturen umfassen Werke von Beverly Pepper, Sol LeWitt, George Rickey, Jenny Holzer, Anthony Caro und George Rickey.

### The College of Arts and Sciences
Das College of Arts and Sciences bietet seit 2018 auch das Bachelor-Programm an.

## Graduiertenstudium

### The Graduate School of Nonprofit Management
Die Graduate School of Nonprofit Management bietet einen maßgeschneiderten Master of Business Administration-Abschluss in Nonprofit Management.

### The Graduate Center for Jewish Education
Die Fingerhut School of Education bietet sowohl einen Voll- als auch einen berufsbegleitenden Master of Arts in Education (MAEd), einen berufsbegleitenden Master of Arts in Teaching (MAT), einen Master of Arts in Early Childhood Education (MAEd ECE) und einen dualen Studiengang an MAEd und MBA in Nonprofit Management. Darüber hinaus bietet das Graduiertenzentrum Jüdische Bildung verschiedene Zertifikats- und Weiterbildungsinitiativen für Pädagogen an.

### The Ziegler School of Rabbinic Studies
Neben der von der Rabbinischen Versammlung des konservativen Judentums anerkannten rabbinischen Ordination bietet die Ziegler-Schule Programme an, die in der Verleihung eines Master of Arts in Rabbinic Studies gipfeln. Dieser Abschluss kann mit dem M.A.Ed. kombiniert werden oder mit M.B.A.-Programme. Die Ziegler-Schule umfasst auch das Miller-Programm zur Einführung ins Judentum, das diejenigen unterstützt, die erwägen, zum Judentum zu konvertieren, sowie Juden, die sich wieder mit ihrem Erbe verbinden möchten.

## Weiterbildung
Die AJU bietet über ihr Whizin Center for Continuing Education viele Studienprogramme an. Diese Studien haben meistens die Form von Einzelunterricht, der im Allgemeinen einfach zum persönlichen Vergnügen und zur Erbauung genommen wird. Es werden Kurse in Sprachstudien, Jüdischen Studien, Literatur, bildenden Künsten, Tanz und Fitness, darstellenden Künsten und anderen vielfältigen Bereichen angeboten. Eines der größten Programme ist die jährliche Public Lecture Series, die im Gibson Amphitheatre der Universal Studios stattfindet. Zu den Hauptrednern gehörten bislang US-Präsident Bill Clinton, die US-Außenminister Henry Kissinger, Madeleine Albright und Colin Powell sowie die israelischen Premierminister Ehud Barak und Schimon Peres.

## Bilder

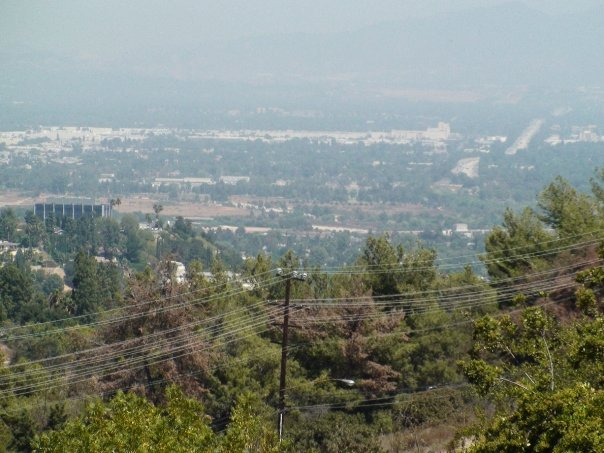
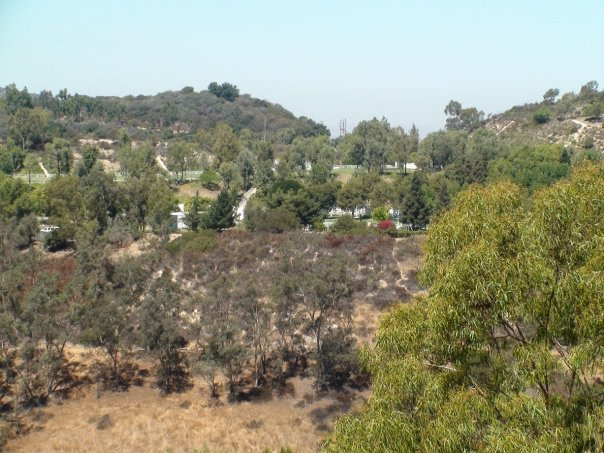
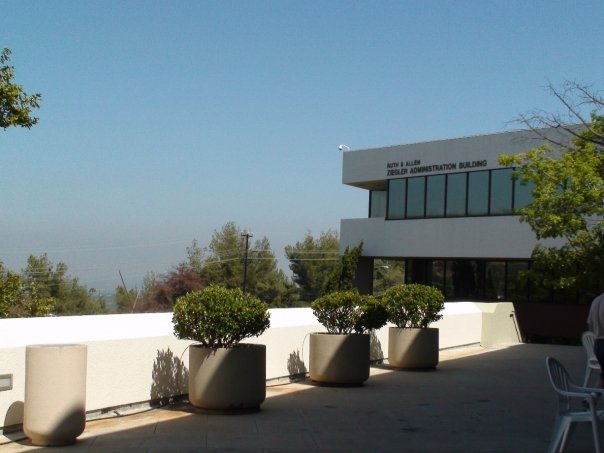
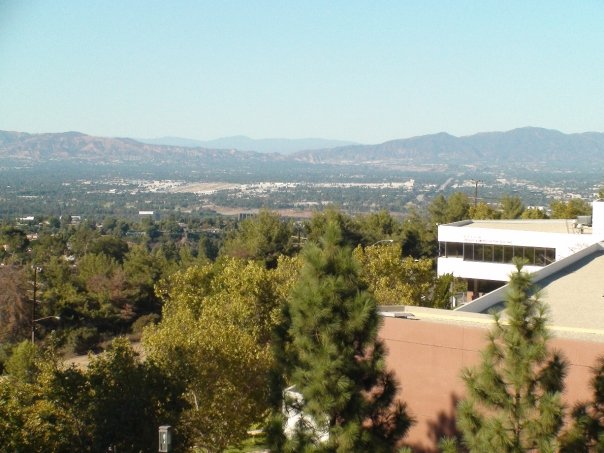

## Bekannte Angehörige und Mitarbeiter
- Michael Berenbaum (* 1945), Direktor, Sigi Ziering Institute und Professor
- Maurice Ascalon (1913–2003), Faculty, School of Fine Arts